# Ottorino Mezzalama
Ottorino Mezzalama (Bolonya, 25 de setembre de 1888 – Vall de Rochemolles, 23 de febrer de 1931) va ser un alpinista italià, conegut per ser un dels pioners de l'esquí de muntanya, junt amb Luciano Roiti. Morí atrapat per una allau a la vall de Rochemolles. El glaciar Mezzalama, a la part italiana dels Alps Penins, el refugi Mezzalama del club alpí italià a Pollux, així com el famós Trofeo Mezzalama i la Mezzalama Skyrace es van anomenar així en honor seu.

## Joventut
Mezzalama va nàixer a Bolonya, però el 28 de març de 1892 es va traslladar amb la seva família a Torí. Durant la seva adolescència va començar a adquirir experiència en escalada. Era bon amic de l'enginyer suís Adolfo Kind i del lloctinent d'artilleria Luciano Roiti, que van publicar Delle marce sulla neve, un article sobre l'esquí de muntanya a l'exèrcit. Tots tres van esdevenir membres del club alpí italià (CAI) i van fundar el club d'esquí de Torí.
Mezzalama va iniciar els seus estudis universitaris a la facultat d'economia, però va abandonar perquè fou convocat per l'exèrcit l'any 1909. Fou enviat com a sergent al front de la guerra italo-turca, i l'any 1912 va ser enviat al front de Líbia, rebent una distinció pel seu servei. L'any 1913 va reprendre els seus estudis, així com l'esquí de muntanya i l'escalada.

## Primera Guerra Mundial

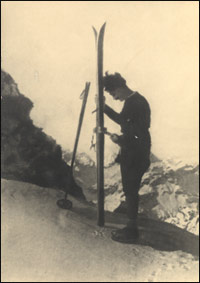
Mezzalama preparant els seus esquí

Durant la mobilització general italiana durant la Primera Guerra Mundial, Mezzalama va tornar a ser cridat a files l'octubre de 1915. Amb el seu amic Pietro Ghiglione, un escalador i escriptor, va servir al tercer regiment alpí com a sotstinent, fou ascendit a tinent l'any 1916 i esdevingué capità l'any 1917. Mentre estigué mobilitzat va ser director tècnic dels entrenaments d'esquí militar, donant cursos al Coll del Petit Sant Bernat, a la vall de Champorcher i altres indrets alpins allunyats del conflicte, entrenant aproximadament uns 3.000 "guerrers blancs d'Adamello", 26 unitats d'esquí de 13 batallons fins a l'any 1917, quan el tercer regiment alpí fou anomenat Courmayeur.
Es deia que Mezzalama sempre portava una motxilla que pesava entre 15 i 25 quilos, que mai deixava a ningú. Per tal d'estar preparat per qualsevol sorpresa a la muntanya, duia tot el que podia necessitar a la motxilla. Mezzalama deia que l'únic que es podia planificar era l'inici d'una jornada d'esquí, mai el retorn.

### Postguerra
Després de la guerra, Mezzalama va tornar a la universitat i va viure amb la seva mare. A més, va explorar els Alps tot esquiant i, entre d'altres, va prendre part en la primera expedició italiana d'esquí de muntanya que va coronar el Mont Blanc l'any 1927.
Mezzalama va ser un dels voluntaris que van prendre part en accions de rescat de l'allau que va esdevenir-se a la vall de Rochemolles, sobre Bardonescha, l'any 1931, en la qual van desaparèixer vint alpini, soldats d'elit de muntanya del tercer regiment de l'exèrcit italià.
| «                 | … amb el seu caminar llarg que mai mostrava signes de fatiga o de la dificultat de l'ascens, ell caminava carregant tot l'equip, fet que el feia semblar un soldat; sovint aixecava la mirada, sense pressa, i el seu bigoti apuntat afegia un toc de caliu a la seva cara, prima i fosca. | » |
| — Angelo Manaresi | |   |

Mezzalama i Domenico Mazzocchi van ser sorpresos per una tempesta al cim del Bicchiere, i foren obligats a romandre al gèlid refugi Elena (avui el Rifugio Gino Biasi) durant tres dies. Els dos estaven esgotats, i al quart dia, quan van descendir, una allau va atrapar Mezzalama i el va arrossegar pendent avall. Mazzocchi va intentar trobar-lo fins que es va fer fosc, però els seus esforços foren en va. L'endemà, el seu cadàver fou rescatat per un equip de CAI.